# Графство Тулуза
Графство Тулуза (на латински: Comitatus Tolosanus; на френски: Comté de Toulouse) със столица Тулуза е през 778 – 1271 г. средновековна феодална територия в южната част на днешна Франция. Обхваща днешните департаменти От Гарон, Тарн и Тарн е Гарон. Управлява се от фамилията Дом Тулуза.

## История
Графство Тулуза е основано в края на 8 век от франкския крал Карл Велики, който поставя там за графове свой хора от свитата му. Графовете на Тулуза били подчинени на каролингското частично царство Аквитания. След смъртта на Карл Велики графовете на региона Вилхелмиди и Раймундини се бият помежду си за графството. През 849 и 864 г. крал Карл Плешиви признава Раймундините като графове на Тулуза. Те стават най-могъщи владетели в юга.
От 10 век към него принадлежи херцогство Нарбона. Графовете на Тулуза през 11 век стоят по могъщество веднага след кралете на Франция, равни са на херцозите на Бургундия и Аквитания. От края на 11 век фамилията участва в кръстоносните походи. Чрез завещание или наследство през 1187 г. графството преминава към князете на Антиохия.
В средата на 12 век графството става център на сектата на катарите и през 1209 – 1229 г. графовете участват в Албигойски кръстоносен поход.